# Resolutie 1118 Veiligheidsraad Verenigde Naties
Resolutie 1118 van de Veiligheidsraad van de Verenigde Naties werd unaniem door de VN-Veiligheidsraad aangenomen op 30 juni 1997. De resolutie richtte de MONUA-waarnemingsmissie in Angola op.

## Achtergrond
Nadat Angola in 1975 onafhankelijk was geworden van Portugal keerden de verschillende onafhankelijkheidsbewegingen zich tegen elkaar om de macht. Onder meer Zuid-Afrika en Cuba bemoeiden zich in de burgeroorlog, tot ze zich in 1988 terugtrokken. De VN-missie UNAVEM I zag toe op het vertrek van de Cubanen. Een staakt-het-vuren volgde in 1990, en hiervoor werd de UNAVEM II-missie gestuurd. In 1991 werden akkoorden gesloten om democratische verkiezingen te houden die eveneens door UNAVEM II zouden worden waargenomen.

## Inhoud

### Waarnemingen
De UNAVEM III-vredesmacht droeg met succes bij tot het herstel van de vrede en verzoening in Angola. Intussen was in dat land een regering van nationale eenheid en verzoening gevormd waarin UNITA was opgenomen. Die moest nu onverwijld de overblijvende politieke en militaire taken van het vredesproces uitvoeren. Nu was de Raad bezorgd om de gestegen spanningen in de noordoostelijke provincies en aanvallen van UNITA op UNAVEM III.

### Handelingen
De VN-Veiligheidsraad besloot om met ingang op 1 juli de VN-Waarnemingsmissie in Angola MONUA op te richten. Die missie zou tegen 1 februari 1998 moeten worden afgerond en het eerste mandaat liep tot 31 oktober. MONUA kreeg verder de verantwoordelijkheid over alle componenten van UNAVEM III die nog in Angola bleven. Angola en UNITA werden opgeroepen het vredesakkoord verder uit te voeren, zich te onthouden van geweld en MONUA in te lichten over alle troepenbewegingen. Ook eiste de Raad dat UNITA onverwijld volledige informatie verschafte over al haar troepen, zodat die ontwapend konden worden. Ze hoopte ook dat de openstaande kwesties inzake de uitvoering van het Lusaka-Protocol konden worden opgelost met een gesprek tussen de president van Angola en de leider van de grootste oppositiepartij (UNITA).

## Verwante resoluties
- Resolutie 1102 Veiligheidsraad Verenigde Naties
- Resolutie 1106 Veiligheidsraad Verenigde Naties
- Resolutie 1127 Veiligheidsraad Verenigde Naties
- Resolutie 1130 Veiligheidsraad Verenigde Naties

Lijst ·  1093 ·  1094 ·  1095 ·  1096 ·  1097 ·  1098 ·  1099 ·  1100 ·  1101 ·  1102 ·  1103 ·  1104 ·  1105 ·  1106 ·  1107 ·  1108 ·  1109 ·  1110 ·  1111 ·  1112 ·  1113 ·  1114 ·  1115 ·  1116 ·  1117 ·  1118 ·  1119 ·  1120 ·  1121 ·  1122 ·  1123 ·  1124 ·  1125 ·  1126 ·  1127 ·  1128 ·  1129 ·  1130 ·  1131 ·  1132 ·  1133 ·  1134 ·  1135 ·  1136 ·  1137 ·  1138 ·  1139 ·  1140 ·  1141 ·  1142 ·  1143 ·  1144 ·  1145 ·  1146